# Friedrich Werner (Orgelbauer)

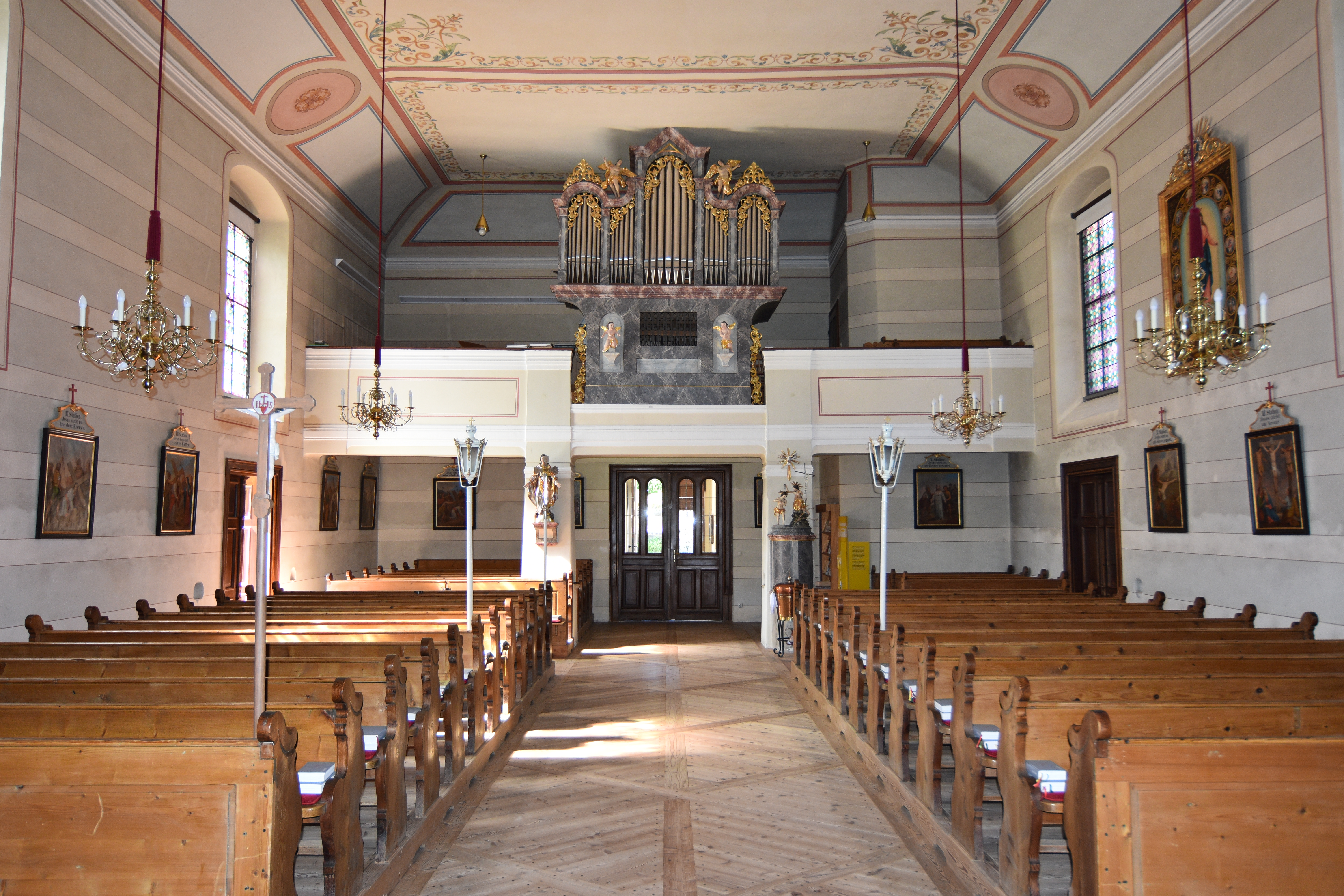
Pfarrkirche Rettenegg

Friedrich Werner (* 11. September 1818 in Kirchberg bei Zwickau; † 29. April 1887 in Graz) war ein deutsch-österreichischer Orgelbauer.

## Bedeutung
Über seinen Werdegang ist nichts bekannt. Er ist ab 1851 in Graz nachweisbar und wurde mit seiner Werkstatt in der Steiermark führend zwischen 1850 und 1890. Von seinen 54 Werken sind 20 noch erhalten, von weiteren fünf Orgeln besteht noch das Gehäuse. Klanglich sind seine Instrumente romantisch geprägt. Seine Orgeln waren meist nur einmanualig ausgeführt. Die Prospekte waren häufig mit fünf Pfeifenfeldern gegliedert, die Dekoration der Gehäuse ist durch einen Mischstil aus barockisierenden Formen und solchen der Neorenaissance bezeichnend.

## Werke (Auswahl)
| Jahr | Ort                       | Gebäude                                   | Bild | Manuale | Register | Bemerkungen                                                             |
| ---- | ------------------------- | ----------------------------------------- | ---- | ------- | -------- | ----------------------------------------------------------------------- |
| 1856 | Sankt Josef               | Pfarrkirche St. Josef                     |      | I/P     | 12       |                                                                         |
| 1860 | Sankt Bartholomä          | Alte Pfarrkirche an der Lieboch           |      |         |          | wahrscheinlich beim Einsturz der Empore 1933 zerstört                   |
| 1865 | Waldbach                  | St. Georg                                 |      | I/P     | 8        | [ 3 ]                                                                   |
| 1867 | Vorau                     | Friedhofskirche hl. Kreuz                 |      |         |          | [ 3 ]                                                                   |
| 1868 | Bad Schwanberg            | Josefikirche                              |      | I/P     | 6        | Positiv vorne rechts                                                    |
| 1869 | Rettenegg                 | hl. Florian                               |      | I/P     | 10       | [ 3 ]                                                                   |
| 1869 | Fernitz                   | Maria Trost                               |      | II/P    | 22       | ein größeres Instrument der Firmengeschichte                            |
| 1869 | Sankt Bartholomä          | Pfarrkirche St. Bartholomäus              |      | IIP     | 16       | [ 3 ]                                                                   |
| 1870 | Oberzeiring               | Friedhofskirche Oberzeiring hl. Elisabeth |      |         |          | [ 3 ]                                                                   |
| 1870 | Oberdorf                  | hl. Anna                                  |      | I/P     | 10       |                                                                         |
| 1870 | Unterschützen             | Evangelische Pfarrkirche                  |      | I/P     | 11       |                                                                         |
| 1872 | Gnies                     | Filialkirche hl. Oswald                   |      |         |          | [ 3 ]                                                                   |
| 1873 | Oberwart                  | Reformierte Pfarrkirche                   |      | I/P     | 13       |                                                                         |
| 1875 | Kapellen                  | hl. Margaretha                            |      | I/P     | 8        | [ 3 ]                                                                   |
| 1877 | Sankt Johann in der Haide | Filialkirche Mariä Opferung, Schölbing    |      | I/P     | 6        | [ 3 ]                                                                   |
| 1877 | Sankt Lorenzen am Wechsel | hl. Laurentius                            |      | I/P     | 12       | die Orgel (12/I/P) wurde 1988 nach Graz in die Stiegenkirche überstellt |
| 1879 | Kloster                   | Pfarrkirche St. Oswald                    |      | I/P     | 6        | [ 3 ]                                                                   |
| 1880 | Stainz                    | hl. Katharina                             |      | II/P    | 19       | Letzte Orgel; Werk nicht erhalten.                                      |